# Steve Feinberg
Stephen Andrew Feinberg, né le 29 mars 1960 dans le quartier du Bronx à New York, est un homme d'affaires et investisseur américain. Il est le cofondateur et directeur général de Cerberus Capital Management, une société de gestion de fonds d'investissement privée qu'il a créée en 1992 avec William L. Richter. Proche du Parti républicain, Feinberg a également occupé le poste de président du Conseil consultatif du renseignement sous la présidence de Donald Trump entre 2018 et 2021. En décembre 2024, il est nommé par Trump pour devenir secrétaire adjoint à la Défense, une nomination confirmée le 14 mars (59–40) par le Sénat et qui lui permet de prendre ses fonctions le 17 mars 2025.

## Biographie
Steve Feinberg naît dans une famille juive du Bronx en 1960. À l'âge de huit ans, sa famille déménage à Spring Valley, une banlieue modeste de New York, où son père travaille comme vendeur d'acier. Après des études à l'Université de Princeton, où il obtient un diplôme en sciences politiques en 1982 avec une thèse intitulée The Politics of Prostitution and Drug Legalization, il commence sa carrière comme trader chez Drexel Burnham Lambert puis chez Gruntal & Co..
En 1992, il fonde Cerberus Capital Management avec un capital initial de 10 millions de dollars. Sous sa direction, la société devient l'une des principales entreprises de capital-investissement aux États-Unis, gérant des actifs dans divers secteurs, notamment la sécurité privée avec DynCorp (possédée par Cerberus de 2010 à 2020).

## Engagement politique
Feinberg est un important donateur du Parti républicain. Lors de la campagne présidentielle de 2016, il intègre le Conseil économique de Donald Trump et contribue à hauteur de près de 1,5 million de dollars à des comités d'action politique soutenant Trump. En février 2017, Trump envisage de lui confier une revue des agences de renseignement américaines, avant de le nommer officiellement président du Conseil consultatif du renseignement le 11 mai 2018, poste qu’il occupe jusqu’à la fin du mandat de Trump en janvier 2021.
Le 22 décembre 2024, Trump annonce sa nomination comme secrétaire adjoint à la Défense dans son futur gouvernement. Cette proposition suscite des débats au Sénat, notamment en raison de potentiels conflits d’intérêts liés à Cerberus et de ses prises de position controversées lors de son audition en février 2025, où il évite de répondre clairement sur l’invasion de l’Ukraine par la Russie. Sa fortune est estimée à 5 milliards de dollars en mars 2025.

## Vie personnelle
Steve Feinberg vit à Manhattan avec sa femme Gisela et leurs trois filles. Connu pour sa discrétion, il pratique des loisirs comme la chasse, le ski et la moto.